# Cầu Trà Khúc 1
Cầu Trà Khúc 1 là một cây cầu bắc qua sông Trà Khúc tại thành phố Quảng Ngãi, tỉnh Quảng Ngãi, Việt Nam. Giáp với Cầu Trà Khúc 2, có hai điểm mở đầu và kết thúc là đường Bà Triệu,Hai Bà Trưng,Tôn Đức Thắng và Trần Văn Trà.
Cầu nằm trên tuyến đường Quốc lộ 1 cũ (nay là đường Quang Trung và đường Nguyễn Văn Linh), nối liền hai phường Nghĩa Lộ và Trương Quang Trọng.

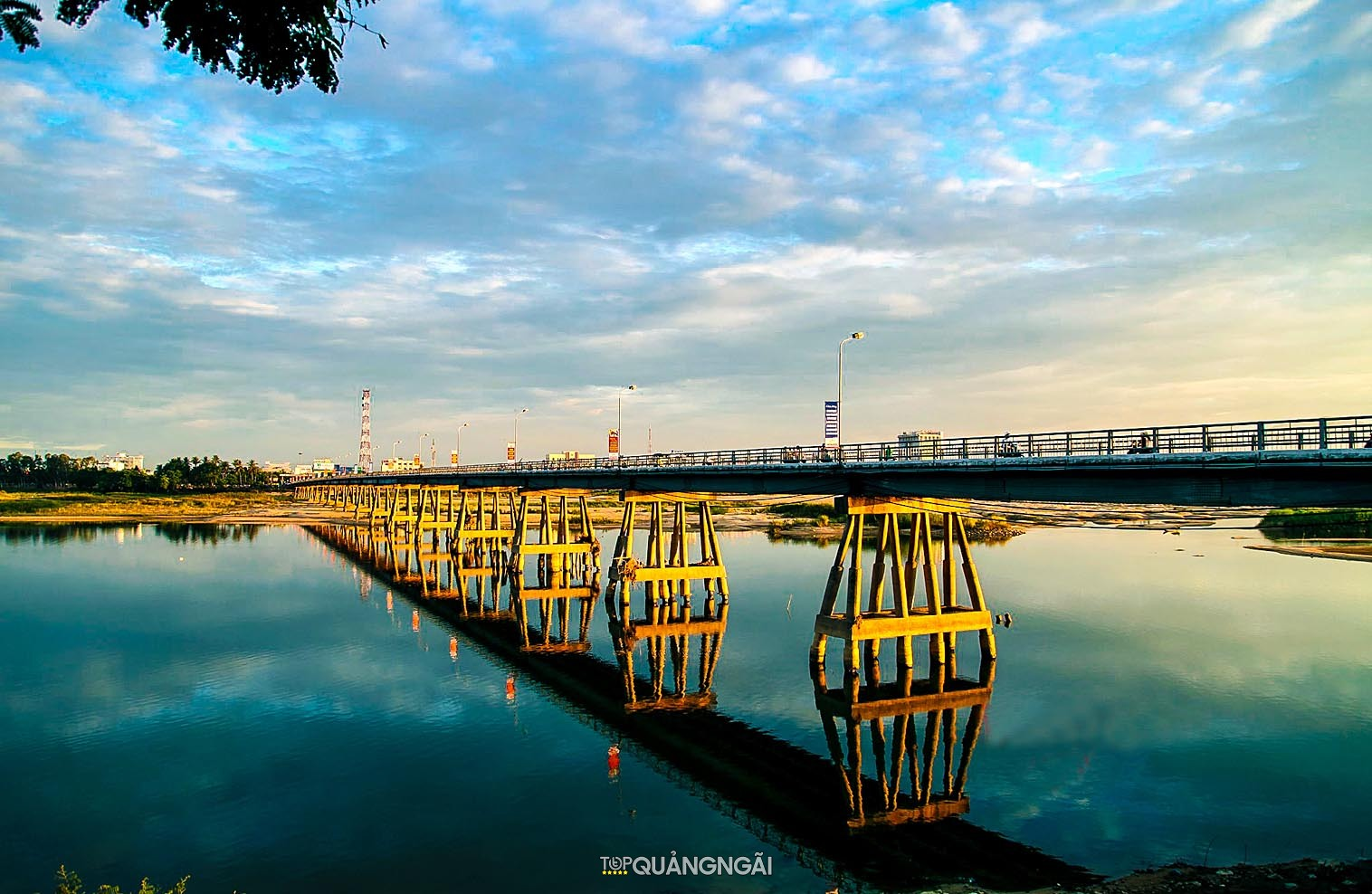
Cầu Trà Khúc 1

Cầu Trà Khúc 1 được xây dựng vào khoảng năm 1963–1964, có chiều dài 643 m với 20 nhịp. Vào năm 2011, cầu được sửa chữa, nâng cấp với tổng mức đầu tư là 5,4 tỷ đồng.

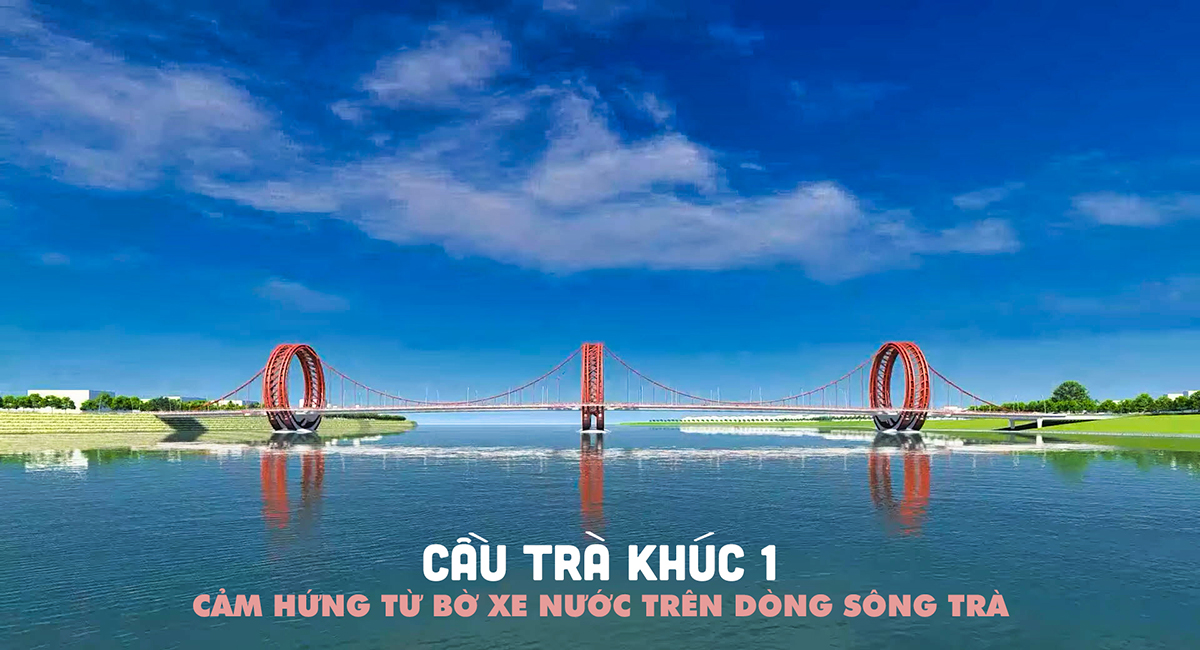
Thiết kế Cầu Trà Khúc 1 mới sắp triển khai

Cầu Trà Khúc 1 (mới) sẽ có chiều dài 850m, rộng khoảng 27m, góp phần cải thiện năng lực vận tải, kết nối giao thông cửa ngõ phía Bắc – trung tâm TP.Quảng Ngãi, phát triển không gian đô thị thành phố về hai hướng sông Trà Khúc; tạo điểm nhấn làm thay đổi diện mạo, tầm vóc TP.Quảng Ngãi trong tương lai.